# نیکولا دالمونته
نیکولا دالمونته (ایتالیایی: Nicola Dalmonte؛ زادهٔ ۱۳ سپتامبر ۱۹۹۷) یک بازیکن فوتبال اهل ایتالیا و باشگاه چزنا است.